# Heroic couplet
Het heroic couplet is een versvorm die met name in de Engelse poëzie tot bloei kwam in de tweede helft van de 17e en de eerste helft van de 18e eeuw. Hoewel de versvorm al werd geïntroduceerd door Geoffrey Chaucer in onder meer de Canterbury Tales en ook door William Shakespeare in wat lossere vorm werd toegepast, waren het met name John Dryden en Alexander Pope die de vorm tot bloei brachten en veelvuldig toepasten in hun epische gedichten. Ook Edmund Waller droeg bij aan de ontwikkeling van het heroic couplet, waarvoor hij door Dryden en Pope werd geprezen.
De term couplet verwijst naar paarsgewijs rijmende regels, meestal in mannelijk rijm, volgens het rijmschema aa bb. Deze couplets bestaan uit jambische pentameters, regels elk van vijf jambische versvoeten, en derhalve bestaande uit tien lettergrepen. De couplets zijn gesloten, dat wil zeggen dat zij een afgesloten gedachtegang bevatten, die wordt beëindigd met een leesteken. Jambische pentameters in open vorm werden en worden door dichters veelvuldig toegepast, waarbij een zinsnede kan doorlopen in een opvolgende regel. In dat geval is er sprake van enjambement.
Variaties op de vorm komen voor in de vorm van triplets (drie opeenvolgende rijmende regels) of als combinatie van twee jambische pentameters met een alexandrijn.

## Voorbeeld
Het volgende voorbeeld van heroic couplets in de strikte vorm is afkomstig uit het satirische gedicht The Rape of the Lock van Alexander Pope:
And now, unveil'd, the toilet stands display'd,
Each silver vase in mystic order laid.
First, robed in white, the nymph intent adores,
With head uncover'd, the cosmetic powers.
A heav'nly image in the glass appears, 
To that she bends, to that her eyes she rears; etc.